# ألان ستيوارت
ألان ستيوارت (بالإنجليزية: Alan Stewart)‏ (24 يوليو 1922 بنيوكاسل أبون تاين في المملكة المتحدة - 13 يوليو 2004 بيورك في المملكة المتحدة) هو لاعب كرة قدم بريطاني (وحمل سابقاً جنسية المملكة المتحدة لبريطانيا العظمى وأيرلندا) في مركز الدفاع. لعب مع نادي يورك سيتي وهدرسفيلد تاون.